# 4837 Bickerton
4837 Bickerton је астероид са пречником од приближно 24,16 .
Афел астероида је на удаљености од 3,622 астрономских јединица (АЈ) од Сунца, а перихел на 2,777 АЈ.
Ексцентрицитет орбите износи 0,132, инклинација (нагиб) орбите у односу на раван еклиптике 28,222 степени, а орбитални период износи 2090,911 дана (5,724 година).
Апсолутна магнитуда астероида је 11,60 а геометријски албедо 0,069.
Астероид је откривен 30. јуна 1989. године.